# One Kill Wonder
One Kill Wonder udgivet d. 25 februar 2003 er det tredje album fra thrash metalbandet The Haunted

## Spor
1. "Privation of Faith Inc. (Intro)" – 1:51
2. "Godpuppet" – 1:59
3. "Shadow World" – 3:40
4. "Everlasting" – 3:08
5. "D.O.A." – 4:21
6. "Demon Eyes" – 4:38 (Instrumental)
7. "Urban Predator" – 3:14
8. "Downward Spiral" – 4:21
9. "Shithead" – 3:52
10. "Bloodletting" – 4:08
11. "One Kill Wonder" – 2:59
12. "Well Of Souls" – 4:43 (Japansk bonusspor)

- Albummet på den engelske version indeholder tre bonusnumrene: "Creed" (3:34), "Ritual" (3:35) and "Well of Souls" (4:43).

## Musikere
- Marco Aro – Vokal
- Anders Björler – Guitar
- Patrick Jensen – Rytmeguitar
- Jonas Björler – Bas
- Per Möller Jensen – Trommer